# Cryptonomicon
Ne doit pas être confondu avec Necronomicon.
Cryptonomicon est un roman paru en 1999 de l'auteur de science-fiction américain Neal Stephenson. À travers Cryptonomicon, Neal Stephenson engage une réflexion sur l'impact de la cryptographie sur la société humaine. 

## Histoire
Deux histoires principales sont contées en parallèle. L'une porte sur des cryptanalystes qui œuvrent durant la Seconde Guerre mondiale pour casser les codes secrets de l'Axe, la seconde se passe à une époque proche de la nôtre, un groupe d'informaticiens amateurs de cryptographie voulant mettre en place un paradis informatique virtuel. Ils veulent également utiliser la cryptographie afin de créer une monnaie électronique.
Le roman suit trois fils narratifs. Celui de Lawrence Pritchard  Waterhouse, jeune homme brillant travaillant pour les services de renseignements britanniques aux côtés d'Alan Turing, qui est un des personnages historiques du roman. Celui de Bobby Shaftoe, soldat américain qui finit entre autres par servir dans un régiment associé au service de Lawrence Waterhouse. Et finalement, celui de Randy Waterhouse, petit-fils de Lawrence Waterhouse qui travaille dans la cryptographie à une époque plus contemporaine.

## Publications

### Publications aux États-Unis
- Ediciones B, 2005  (ISBN 84-666-1644-6)
- Ediciones Byblos, 2005  (ISBN 84-666-1716-7)
- Ediciones Byblos, 2005  (ISBN 84-666-1692-6)
- Paw Prints, 2008  (ISBN 978-1-4395-0179-5)
- HarperCollins, 2009, e-books  (ISBN 978-0-06-179257-1)
- Subterranean Press, 2012  (ISBN 978-1-59606-433-1)
- Subterranean Press, 2012  (ISBN 978-1-59606-433-1)

### Publications au Royaume-Uni
- éd. Cornerstone Digital, 2012  (ISBN 978-1-4464-4052-0) (e-book)

### Publications en France
Cryptonomicon est publié en France en trois tomes : 
- Cryptonomicon, tome I : Le code Enigma,  Payot SF  (ISBN 2-228-89316-1) et Le Livre de poche  (ISBN 2-253-07236-2)
- Cryptonomicon, tome II : Le Réseau Kinakuta, Payot SF  (ISBN 2-228-89416-8) et Le Livre de poche  (ISBN 2-253-07244-3)
- Cryptonomicon, tome III : Golgotha, Payot SF  (ISBN 2-228-89469-9) et Le Livre de poche  (ISBN 2-253-07255-9)

## Genre littéraire
Cryptonomicon est un mélange de deux genres. Le fil narratif se déroulant pendant la Seconde Guerre mondiale est un roman historique retraçant entre autres les affrontements cryptographiques entre les deux camps. La partie du roman se déroulant à l'époque contemporaine est plus proche d'une œuvre de science fiction, imaginant entre autres l'évolution d'internet.
Le roman, composé vers 1997-1998 et publié en 1999, présente plusieurs anachronismes volontaires : aucun des grands moteurs de recherche du web ne sont  mentionnés ni même évoqués, les personnages recherchent de l'information dans des encyclopédies en papier et dans des revues, les échanges d'informations se font par disquettes (la clef USB est inconnue), les clefs de chiffrement évoquées sont de 4 096 bits.
Les distorsions entre l'histoire réelle et le récit romanesque peuvent laisser à penser que le récit est une uchronie, mais ce n’est pas strictement le cas, faute d’un point de divergence net entre histoire réelle et histoire romanesque. En effet, l'intrigue contemporaine, située à l’aube de l’an 2000, se déroule dans un monde quasi similaire au monde réel, même s’il y a de subtiles différences (on y trouve par exemple l'État fictif du Kinakuta, l'équivalent du Brunei, ainsi que le Nippon, équivalent du Japon). De plus, le contexte de l’intrigue contemporaine ne s’explique pas comme la conséquence d'un événement impondérable survenu 55 ans auparavant, ce qui aurait été le cas dans une uchronie.

## Cryptographie et informatique
Le roman est riche en aspects techniques, notamment sur les thématiques des codes et de leur cassage, et de l’informatique.
Dans le premier tome, l’action se déroule en partie à Bletchley Park, quartier général des casseurs de code anglais durant la Seconde Guerre Mondiale. Les personnages, dont Lawrence Waterhouse, utilisent des systèmes comme les masques jetables pour échanger des messages codés.
Plus tard dans le récit, l’algorithme de chiffrement du Solitaire est utilisé, qui se base sur un jeu de cartes. Le roman décrit le principe de cet algorithme et en donne une implémentation sous la forme d’un script en Perl, rédigé par Ian Goldberg.
Randy Waterhouse utilise un système d’exploitation du nom de Finux. Il s’agit d’une référence au noyau Linux conçu par Linus Torvalds. Le nom a été changé pour plus de souplesse par Stephenson, qui ne voulait pas être limité par les détails techniques d’un noyau Linux authentique ; cependant, certaines commandes données dans le roman correspondent à celles d’un terminal Linux.

## Autour du roman
C'est à partir de ce roman, inspiré par l'œuvre de Georges Perec, que Stephenson prend l'habitude de mettre en place un univers cohérent qui s'éloigne par certains « détails » de notre univers. 
Le titre est inspiré du Necronomicon, un ouvrage fictif qui apparaît dans l'œuvre de Howard Phillips Lovecraft. D'une façon similaire, le Cryptonomicon est un livre fictif, censé être la bible des cryptologues, et apparaissant dans le roman de Stephenson. L’auteur reconnaît l’analogie, et explique toutefois qu’il n’a jamais lu les livres de Lovecraft.

## Réception
Selon le critique Jay Clayton, le Cryptonomicon est destiné à un public technophile ou geek. 